# Port lotniczy Gjirokastra
Port lotniczy Gjirokastra – port lotniczy zlokalizowany w albańskiej Gjirokastrze.